# Pátio do Colégio
Le Pátio do Colégio (La Cour du Collège en portugais), ou Pateo do Collegio sous sa forme archaïque, est une ancienne mission fondée par les Jésuites en 1554. Sa création est l'acte fondateur de la ville de São Paulo, la ville la plus peuplée du Brésil.

## Présentation

### Historique
La fondation de la mission naît de la rencontre de deux peuples, l'un européen et l'autre amérindien, à travers l'entreprise d'évangélisation menée par les Jésuites en Amérique du Sud au XVIe siècle. C'est un groupe de treize d'entre eux, mené par Manuel da Nóbrega, prêtre de la Compagnie de Jésus, et son novice José de Anchieta qui en sont à l'origine. Partis de la côte pour convertir les Indiens du Planalto, ils gravissent, sous les yeux sans doute étonnés des Guainás et Tupiniquins, la montagne à travers la forêt tropicale de la Mata Atlântica, et choisissent comme lieu d'implantation pour leur école et séminaire le plateau de Piratininga, délimité par les rivières Tamanduateí et Anhangabaú, offrant du fait de sa position toutes les garanties de sécurité.
La messe inaugurale est célébrée le 25 janvier 1554, jour anniversaire de la conversion de saint Paul (São Paulo en portugais). La mission est placée sous sa protection et reçoit ainsi le nom de São Paulo dos Campos de Piratininga, qui donnera São Paulo. La cérémonie a lieu dans l'église primitive, simple hutte en pau-a-pique, c'est-à-dire en torchis, d'environ 90 m² construite par le cacique Tibiriça, couverte de feuilles de palmier et de paille. En 1556, sous la direction du père Afonso Brás, un des précurseurs de l'architecture brésilienne, des travaux d'agrandissement sont entrepris, avec l'ajout de huit cellules pour le logement des frères.

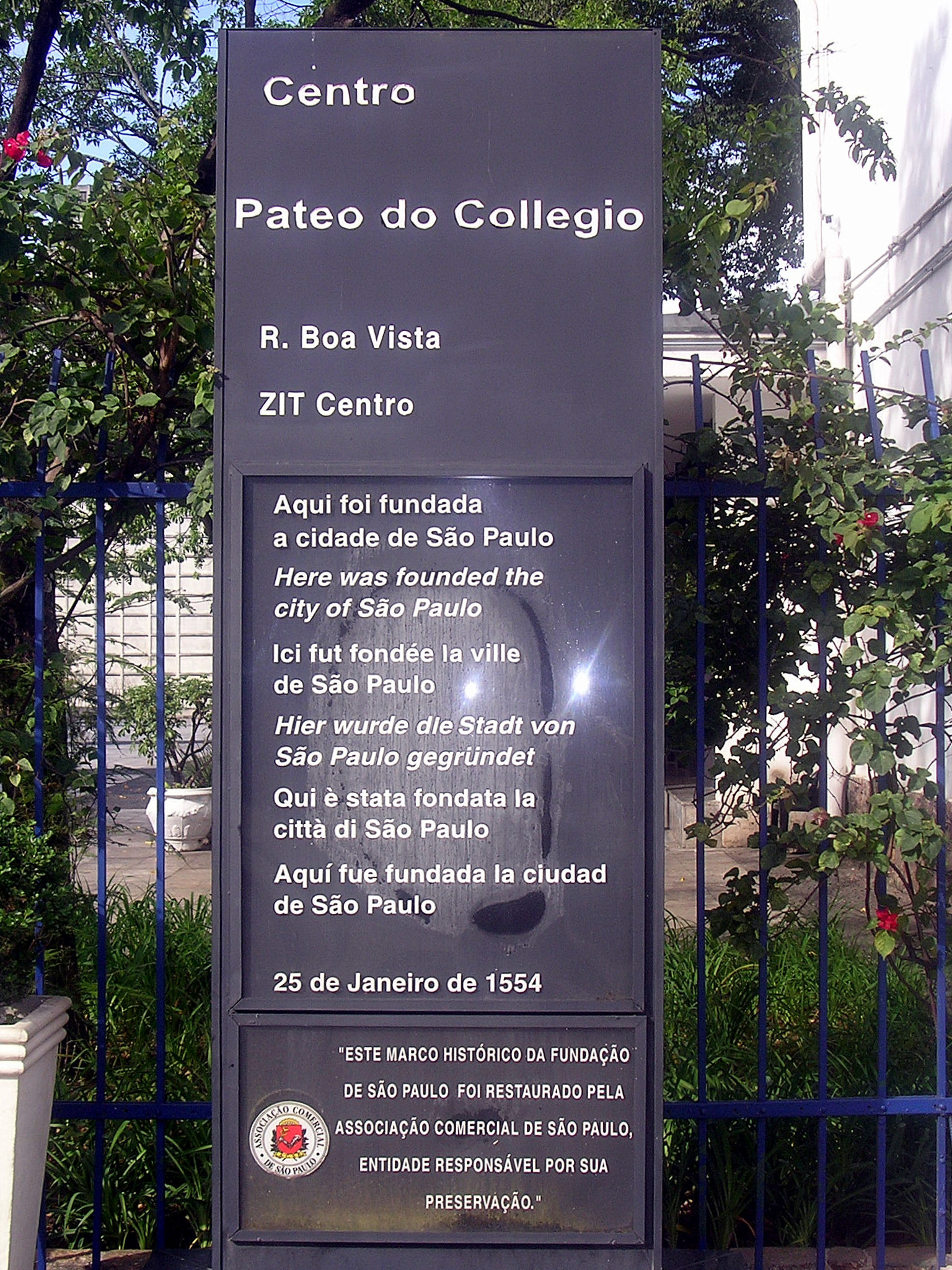
Borne-info de la fondation de São Paulo

Dès ses débuts, l'entreprise de conversion au christianisme des Amérindiens par les Jésuites se heurte aux intérêts des colons: il est moins facile de réduire en servitude des indigènes chrétiens, et d'avoir ainsi une main d'œuvre gratuite pour la culture de la canne à sucre et du bois précieux. Les expéditions de bandeirantes au départ de São Paulo en vue de capturer ces Amérindiens dans l'intérieur des terres constituent une activité économique importante, et les conflits les opposant aux Jésuites conduit à l'expulsion du village de l'Ordre religieux en 1640. Il faut attendre 1653 pour que le bandeirante Fernão Dias Paes Leme autorise son retour.
C'est à cette époque que l'église et l'école sont reconstruites en dur, utilisant la technique plus appropriée de taipa de pilão, c'est-à-dire du pisé. Une bibliothèque est bâtie et la superficie totale du site est portée à 1.1502,52 m2. Les premiers cours de philosophie, théologie et arts sont donnés, plaçant la mission au cœur de la vie spirituelle et éducative de la colonie pendant le siècle suivant.
En 1759, année de l'expulsion des jésuites du Portugal et de ses colonies décrétée par le Marquis de Pombal, les frères sont de nouveau contraints au départ. Les bâtiments qu'ils laissent derrière eux sont convertis en palais des gouverneurs: ils le seront de 1765 à 1912. L'ensemble subit durant cette période d'importantes modifications architecturales, notamment dans le dernier quart du XIXe siècle, qui le dénaturent profondément. En 1896, l'église s'effondre et seule subsiste la tour, qui est alors fortement remaniée.
De 1932 à 1953, le Palais des Gouverneurs, tel qu'on le nomme alors, est transformé en Secrétariat à l'Éducation, rapprochant d'une certaine manière le site de sa vocation d'origine. Finalement, en 1954, lors des célébrations du 400e anniversaire de la ville, le site est restitué à l'ordre des Jésuites. Des travaux sont alors entrepris pour rendre aux bâtiments leur aspect colonial d'après 1653. L'église et sa tour retrouvent en particulier le style maniériste qui était le leur au cours du XVIIe siècle, des restes de la crypte, d'un mur en pisé et de la tour sont mis au jour.

### De nos jours
- De nos jours, le site est ouvert à la visite. Il comprend le 'musée Padre Anchita', l'auditorium Manoel da Nóbrega', la 'galerie Tenerife', la place des Îles Canaries, la 'chapelle Beato José de Anchieta', où sont conservées des reliques de José de Anchieta, tels que son fémur et sa cape, la crypte Tibiriçá et la bibliothèque.
- Le musée Padre José de Anchieta est inauguré en 1979. Il présente plus de 600 objets, parmi lesquels des peintures coloniales, des sculptures, une iconographie de l'action des Jésuites au Brésil. Parmi les joyaux de la collection, un portrait du XVIIe siècle de José de Anchieta et du prêtre et auteur António Vieira, autre figure marquante des Jésuites. Une maquette à l'échelle montre l'aspect du Pátio do Colégio à l'époque de la fondation de São Paulo et des panneaux décrivent l'expansion de la ville au cours des siècles.

## Galerie

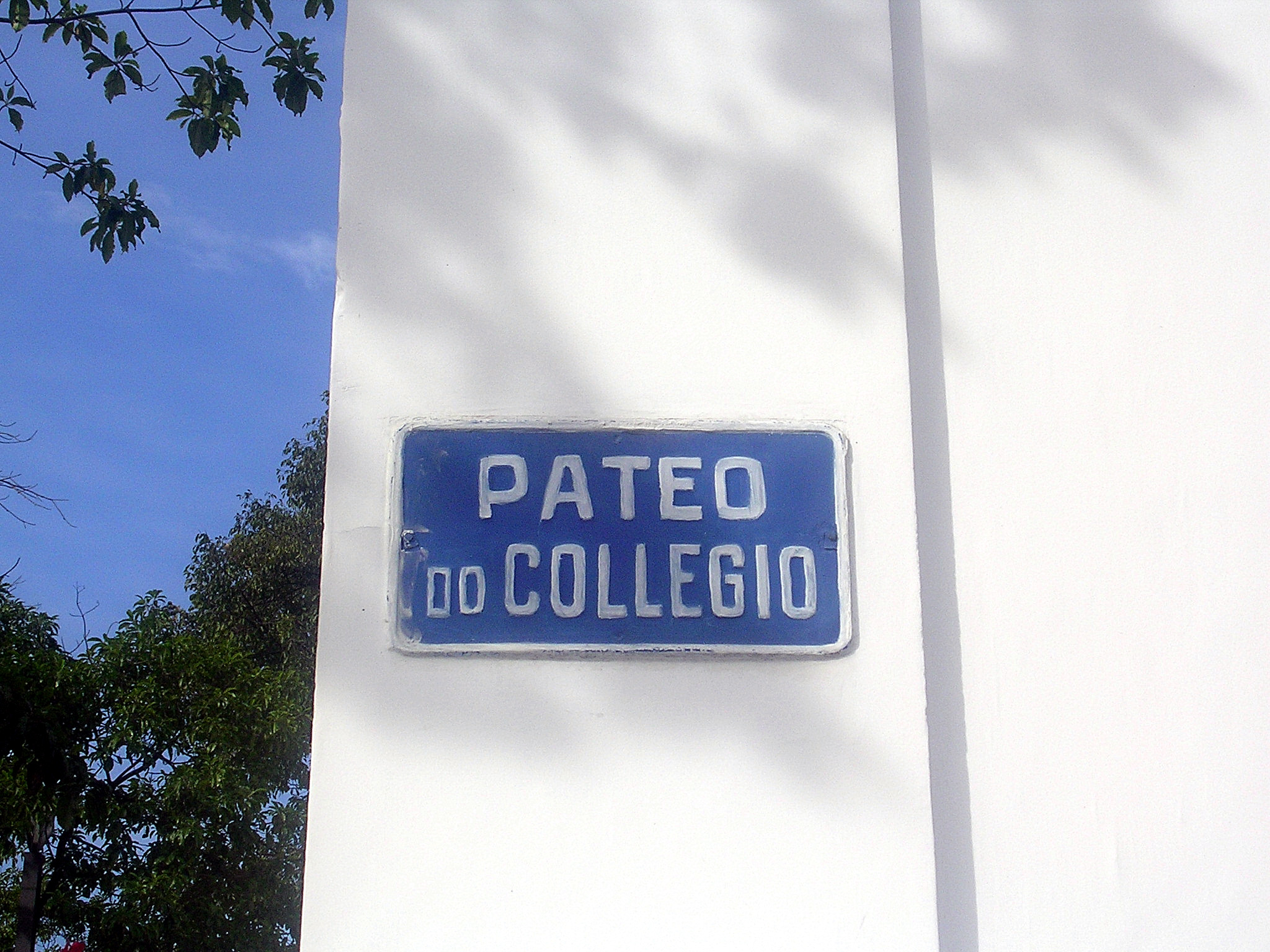
Panneau de la place du Pateo do Collegio
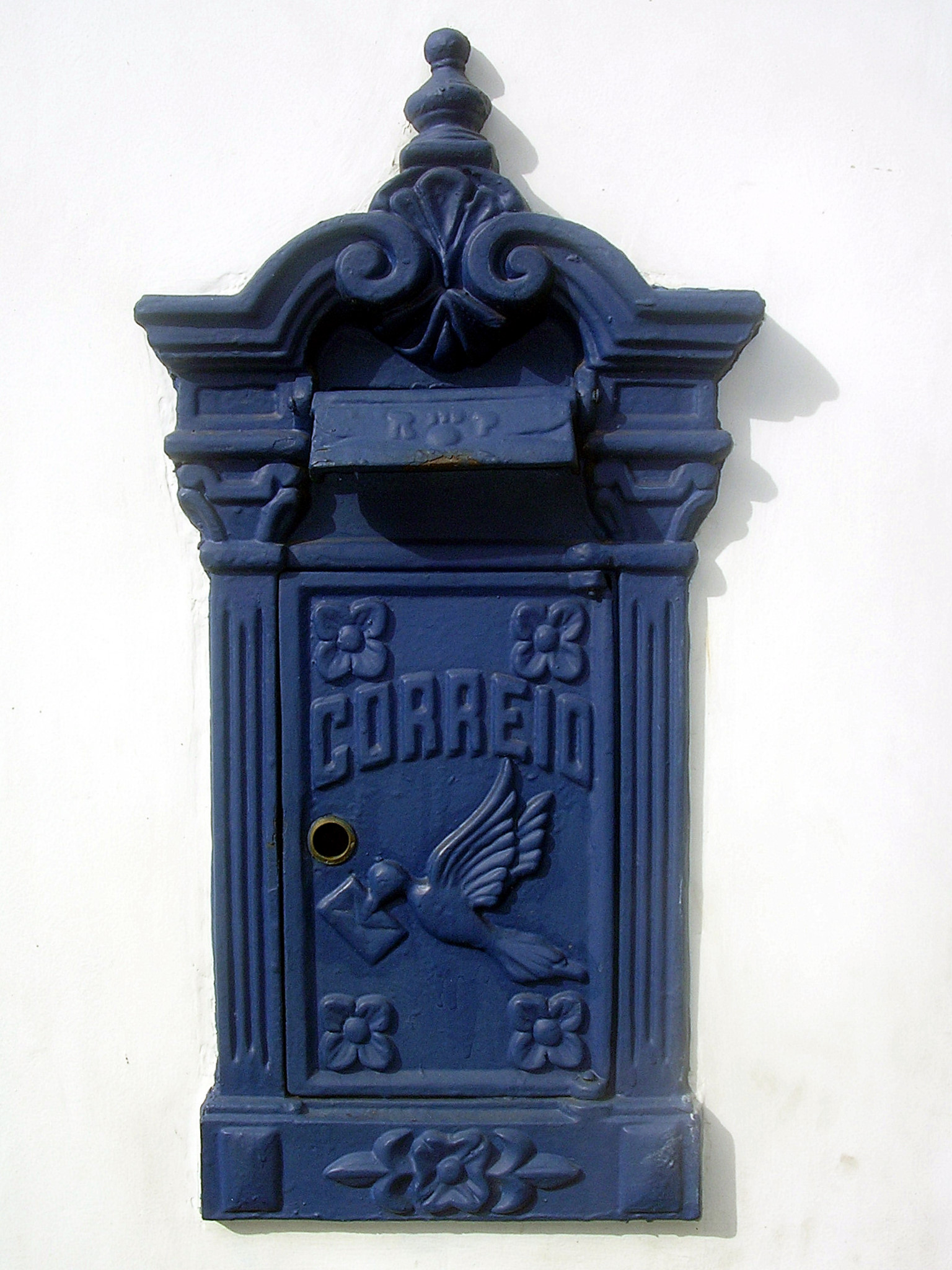
Boîte à lettres
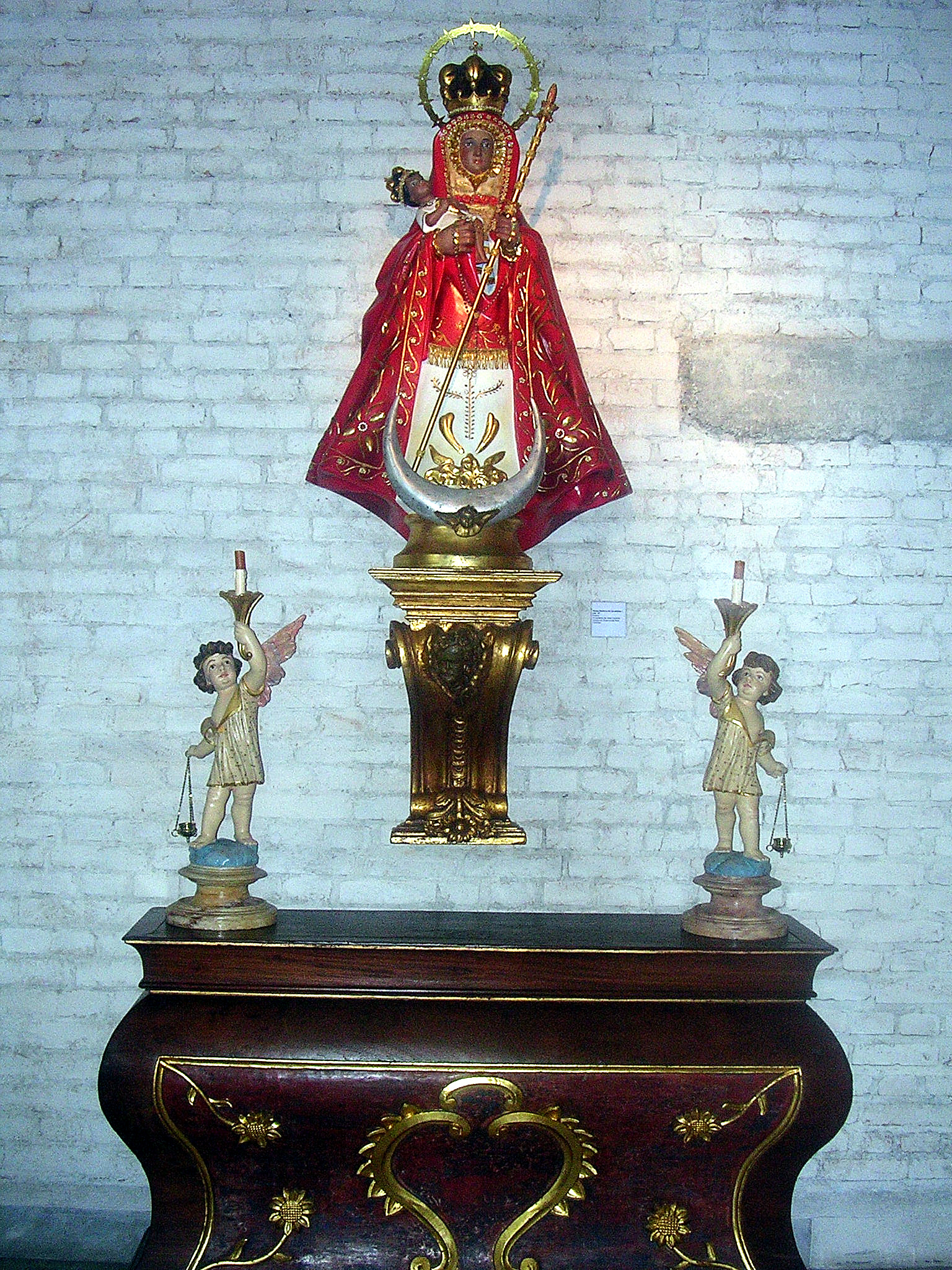
Art sacré jésuite
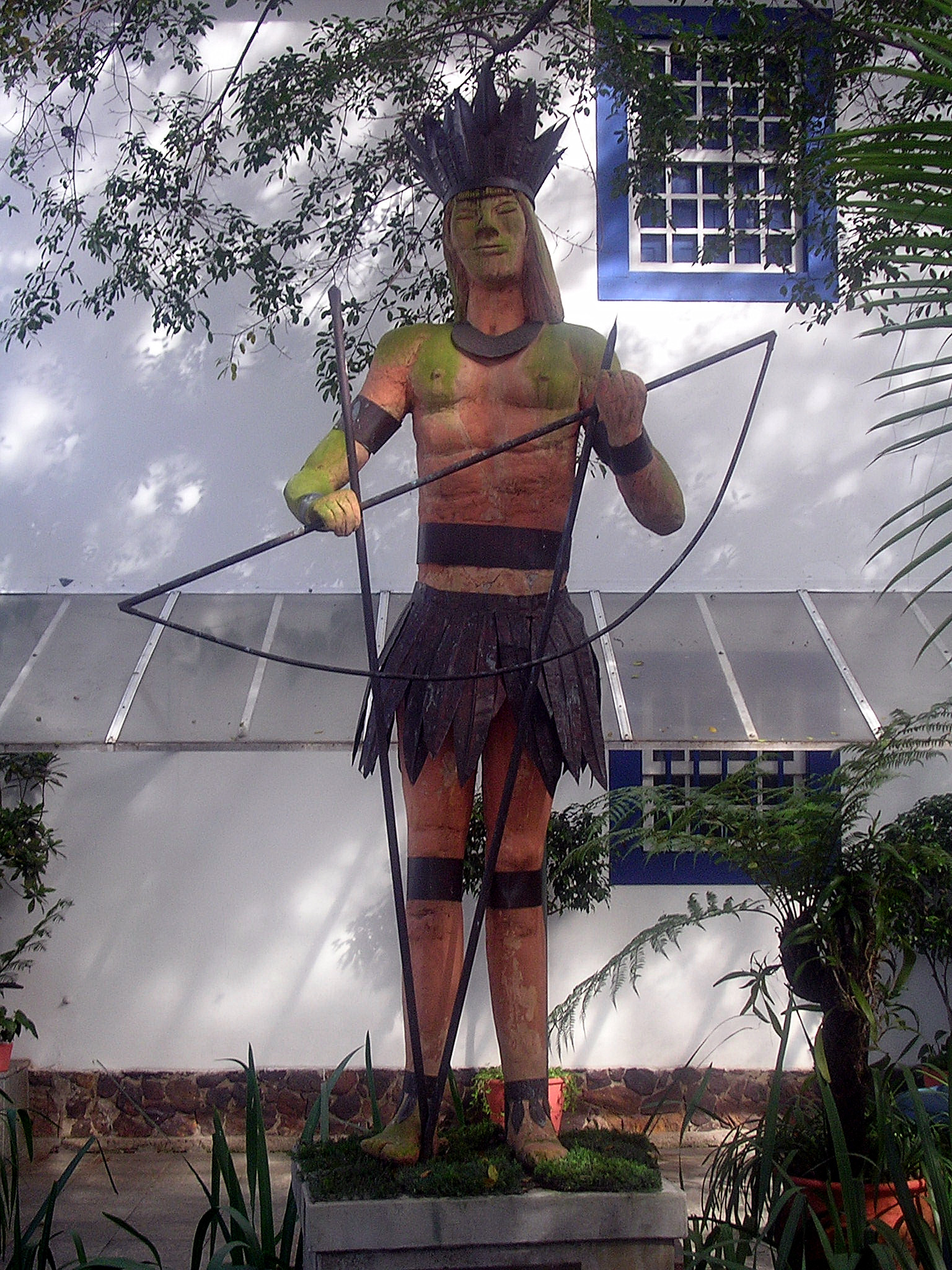
Statue d'un Amérindien
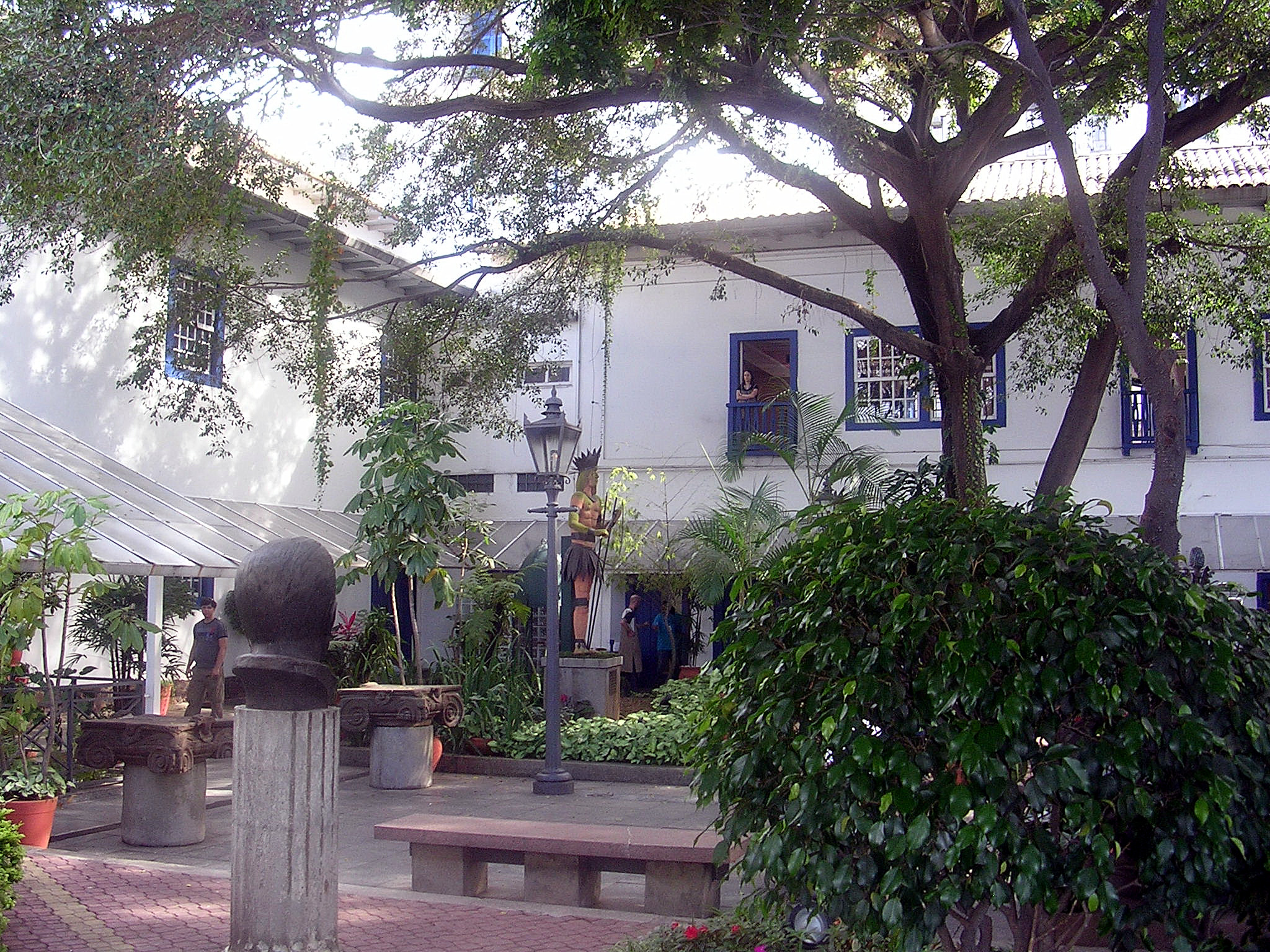
Cour intérieure
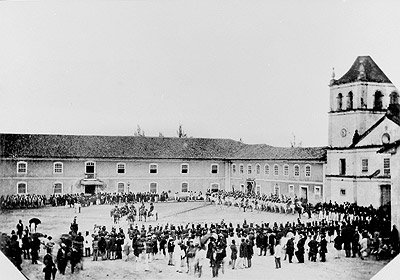
Le site en 1862
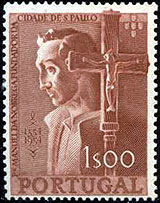
Manuel da Nóbrega sur un timbre portugais commémorant le 400e anniversaire de la fondation de la ville de São Paulo